# Lista das pessoas mais ricas de Portugal
Esta é a lista das pessoas mais ricas de Portugal de acordo com a revista Exame, em levantamento divulgado em 2018. A Exame avalia periodicamente a riqueza e os bens das pessoas com as maiores fortunas do país.

## Lista
| #   | Nome                                    | Fortuna (€)  | Fonte da riqueza                                     |
| --- | --------------------------------------- | ------------ | ---------------------------------------------------- |
| 1   | Maria Fernanda Amorim & família         | 4502 milhões | Galp, Corticeira Amorim e Banco Único                |
| 2   | Alexandre Soares dos Santos & família   | 3419 milhões | Jerónimo Martins e Walk’in Clinics                   |
| 3   | Vítor Manuel da Silva Ribeiro & família | 1401 milhões | Alves Ribeiro Construção, Banco Invest e Mundicenter |
| 4   | Vasco de Mello & família                | 1179 milhões | José de Mello Saúde, Brisa e Bondalti                |
| 5   | Pedro Mendonça de Queiroz Pereira       | 1129 milhões | Grupo Semapa e Hotel Ritz                            |
| 6−7 | Manuel Violas e Rita Violas e Sá        | 889 milhões  | Super Bock Group, Solverde & outros.                 |
| 8   | Luís Vicente                            | 822 milhões  | Grupo Luís Vicente e Refriango                       |
| 9   | José Neves                              | 689 milhões  | Farfetch                                             |
| 10  | Fernando Jorge Pinho Teixeira           | 612 milhões  | Grupo Ferpinta                                       |